# 교황 호노리오 1세
교황 호노리오 1세(라틴어: Honorius PP. I, 이탈리아어: Papa Onorio I)는 제70대 교황(재위: 625년 10월 27일 - 638년 10월 12일)이다.
《교황 연대표》에 따르면, 호노리오 1세는 캄파니아주 출신으로 집정관 페트로니우스의 아들이라고 한다. 교황 보니파시오 5세가 선종한 지 이틀 만에 새 교황으로 선출되었다. 교황 선출 확인은 콘스탄티노폴리스에서 오지 않고, 라벤나 총독에게서 왔다. 호노리오 1세는 9월 14일을 성 십자가 현양 축일로 제정하면서 이날에 직접 예수 그리스도가 못박혀 매달린 성십자가의 나무 한 조각을 신자들에게 보여주는 예식을 거행했다. 이는 사람들의 신심을 고양시키는데 큰 도움이 되었다고 전해진다. 호노리오 1세는 잉글랜드, 특히 웨섹스의 복음화에 주력하였다. 또한 그는 아일랜드 켈트족의 춘분 축제를 그리스도교화하여 로마 전례에 편입시켰다. 이 축제는 새벽과 봄의 여신, 에오스트레(Ēostre)를 위한 4월의 축제(Eosturmonath)에서 유래되었으며, 이것이 이스터(Easter), 즉 영어로 부활절을 가리키는 단어가 된 것이다. 예수 부활 대축일 날짜가 다른 축일과는 달리 특정 날짜에 고정되어 있지 않고 해마다 바뀌는 것도 바로 이 춘분의 영향이다.
호노리오 1세는 비록 교좌에서(ex cathedra) 믿을 교리로 선포하지는 않았지만, 그리스도의 의지(意志)와 관련해서 단의설을 긍정적으로 생각하였다. 그는 단의설을 추종하는 이들과 나머지 그리스도인들 간의 화해와 일치를 고민하던 중에 동로마 제국의 황제 헤라클리우스가 제안한 방식에 동의하였다. 단의설은 그리스도가 오직 하나의 의지, 즉 신성만을 지녔다고 보는 주장인데, 이는 그리스도가 신성과 인성을 모두 지녔다는 가르침과는 대조적인 것이었다. 교회의 일치를 위해 호노리오 1세는 키프루스의 대주교 아르카디오스 2세가 634년 소집한 키프로스 시노드에 자신의 대리인으로 부제 가이오스를 파견하였다. 콘스탄티노폴리스 총대주교 세르기우스 1세 역시 자신의 대리인을 보냈다. 단의설에 반대하는 예루살렘 교회 측에서는 막시모의 제자 아나스타시우스와 소피로니오의 제자 게오르기우스 그리고 게오르기우스의 제자 두 명과 여덟 명의 주교를 시노드에 보냈다. 단의설에 찬동하는 진영과 반대하는 진영 모두 황제를 알현하였으며, 황제는 단의설의 편을 들어주었다. 세르기우스 1세 총대주교 역시 같은 입장이었다.

## 정죄

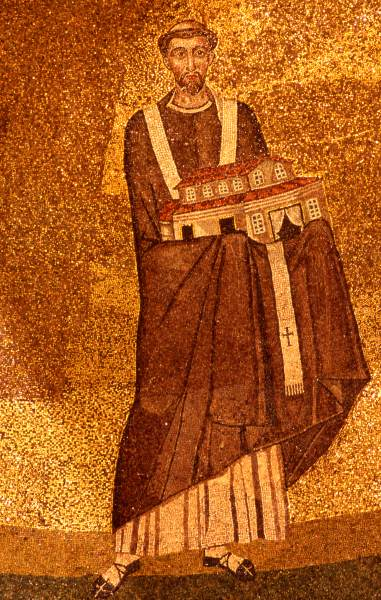
교황 호노리오 1세 모자이크

교황 호노리오 1세는 선종한 지 40년 후인 680년 제3차 콘스탄티노폴리스 공의회에서 단의설과 함께 정죄받았다. 공의회의 정죄 결의문에는 단의설을 주장한 기독교 지도자들의 이름이 차례대로 열거된 끝에 “그리고 언제나 그들과 함께 하며, 모든 부분에서 그들을 따랐던 로마의 주교 호노리오”라고 언급되어 있다.
제3차 콘스탄티노폴리스 공의회 제13회기에서는 다음과 같이 선언하였다. “우리는 다음과 같이 규정한다. 한때 로마 교황이었던 호노리오를 정죄하여 하느님의 거룩한 교회에서 축출한다. 그 이유는 그가 세르기우스 총대주교에게 보낸 서신에서 그가 모든 점에서 세르기우스 총대주교의 견해에 동조했으며, 그의 불결한 교리를 인정했다는 사실을 발견했기 때문이다.” 또한, 마지막 제16회기에서는 다음과 같이 선언하였다. “파란의 테오도로를 이단자로 정죄한다! 세르기우스를 이단자로 정죄한다! 키루스를 이단자로 정죄한다! 호노리오(1세)를 이단자로 정죄한다! 피로스를 이단자로 정죄한다!”
호노리오 1세에 대한 단죄는 교황 레오 2세가 최종 확인하였다. 이러한 입장은 나중에 카이사르 바로니오와 로베르토 벨라르미노와 같은 이들이 이의를 제기하였음에도 불구하고, 널리 받아들여졌다. 레오 2세는 호노리오 1세에 대해 “사도들의 전승에 따른 가르침으로 교회를 거룩하게 만들지 않고, 불경하게도 배신함으로써 교회의 순수성이 오염되도록 방치하였다”고 말하였다. 《가톨릭 백과사전》(Catholic Encyclopedia) 역시 다음과 같이 지적하고 있다. “어떤 가톨릭교도도 호노리오를 변호할 수 없다. 그는 이단자였다. 단지 추정에서 그치는 것이 아니라 실제로 이단자였다. 오레게네스와 몹수에스티아의 테오도로가 결코 교회에 반기를 들지는 않았음에도 친교가 끊어진 것과 같이 호노리오 역시 그와 같은 사례였다.”
호노리오 1세에 대한 정죄는 1870년 소집된 제1차 바티칸 공의회에서 교황 무류성을 둘러싼 논쟁의 주요 사례로 제시되기도 하였다. 하지만 궁극적으로 당시 교황 무류성을 둘러싼 토의에서 호노리오 1세의 사례는 교황 무류성에 반대되는 사례로 취급되지 않았다. 왜냐하면 호노리오 1세는 어디까지나 서신을 통해 간접적으로 자신의 개인적인 생각을 나타냈을 뿐, 교좌에서 단의설을 믿을 교리로 선포하거나 가르치지 않았기 때문에 교황 무류성에 위반되는 사례에 해당되지 않기 때문이다. 또한, 교황 무류성을 지지한 측에서는 호노리오 1세가 단의설을 추종했기 때문에 정죄받은 것이 아니라 교황으로서 이단의 뿌리를 단호하게 뿌리 뽑을 수 있고, 사람들을 올바른 길로 인도하는 위치에 있었음에도 불구하고 태만한 지도력과 이단에 대한 부주의함을 보였기 때문이라고 주장하였다.